# 1790 у літературі

## Події
- 4 вересня — Олександр Радищев засуджений до страти (вирок замінено 10-річним засланням в Сибір) за книгу «Подорож із Петербурга до Москви».

## Твори
- «Подорож із Петербурга до Москви» — книга Олександра Радищева.
- «Сицилійський роман» (англ. A Sicilian Romance) — роман Енн Редкліфф.

### П'єси
- «Торквато Тассо» — драма Йоганна Вольфганга Гете.

### Поезія
- «Весілля неба і пекла» (англ. The Marriage of Heaven and Hell) — поема Вільяма Блейка.

### Публіцистика
- «Роздуми про Французьку революцію» — трактат Едмунда Берка.

## Народились
- 6 березня — Жак Араго, французький письменник і мандрівник.
- 18 березня — Астольф де Кюстін, французький аристократ (маркіз), мандрівник, письменник.
- 21 жовтня — Альфонс де Ламартін, французький письменник і політичний діяч.

## Померли
- 17 липня — Адам Сміт, шотландський економіст і філософ-етик.
- 25 липня — Вільям Лівінгстон, американський політичний діяч, автор політичних творів.